# Meike Kircher
Meike Kircher (früher auch Meike Estelle Kircher, * 1978 in Reutlingen) ist eine deutsche  Musicaldarstellerin und Schauspielerin.

## Biografie
Ihre künstlerische Ausbildung absolvierte Meike Kircher von 1997 bis 2000 an der Universität für Musik und darstellende Kunst in Wien, Sparte Schauspiel, und anschließend von 2000 bis 2002 an der Stella Academy in Hamburg in den Bereichen Gesang, Schauspiel und Tanz. Sie ist sowohl in Theater- und Musical-, als auch in Filmproduktion zu sehen.
Einem breiten Publikum ist sie durch ihre Rolle der Maria Häberle in der deutschen Fernsehserie Die Kirche bleibt im Dorf, einer schwäbischen Mundartkomödie des SWR, bekannt.
Meike Kircher arrangiert auch eigene Chanson- und Liederabende; so z. B. ihr Kurt-Weill-Programm.
Sie lebt heute in Hamburg.

## Filmografie (Auswahl)
- 2004: Der Ausreißer
- 2006: Das Geheimnis meines Vaters
- 2006: Was wenn der Tod uns scheidet?
- 2007: Krimi.de: Die Gang
- 2008: Leo und Marie – eine Weihnachtsliebe
- 2009: Großstadtrevier (Fernsehserie)
- 2012–2017: Die Kirche bleibt im Dorf (Fernsehserie)
- 2017: Die Pfefferkörner
- 2018: 13 Uhr mittags
- 2025: Großstadtrevier (Fernsehserie, Folge Bruderkrieg)

## Theater (Auswahl)
- 2014: Doktordate.de; Schlosspark Theater Berlin
- 2009–2011: Victor/Victoria; Altonaer Theater
- 2008–2012: Männerbeschaffungsmaßnahmen; Hamburger Kammerspiele, Schlosspark Theater Berlin
- 2008: Nur Pferden gibt man den Gnadenschuss; Altonaer Theater
- 2005–2007: Nothing but music; Oper Bonn, Grand Theatre National Luxembourg, Prinzregententheater München, Festspielhaus Baden-Baden, Corso Theater Zürich
- 2001–2005: Peterchens Mondfahrt; St. Pauli Theater

## Musical (Auswahl)
- 2001–2005: Andrew Lloyd Webber Gala; Tournee durch Deutschland, Österreich und die Schweiz
- 2001–2005: Cabaret; Wiener Sofiensäle
- 2002: Kurt Weill-Programm; Konzertreise durch China im Rahmen des österreichisch-chinesischen Kulturaustausches